# 小川高義
小川 高義（おがわ たかよし、1956年2月18日 - ）は、日本の英文学者、翻訳家。
東京工業大学名誉教授。

## 人物・来歴
神奈川県横浜市生まれ。
東京大学英文科大学院修士課程修了、横浜市立大学准教授、2008年東京工業大学外国語教育センター教授。
2016年退職、東京工業大学名誉教授。

## 著書
- 『翻訳の秘密 翻訳小説を「書く」ために』（研究社） 2009

### 翻訳
- 『食べ放題』（All You can Eat、ロビン・ヘムリー、 白水社、新しいアメリカの小説） 1989 / 白水Uブックス - 海外小説の誘惑 1993
- 『これいただくわ』（I'll Take It、ポール・ラドニック、白水社、新しいアメリカの小説） 1990 / 白水Uブックス - 小説のシュルレアリスム 1994
- 『「バタフライ」が蝶になったわけ 英語語源雑学読本』（デイヴィッド・フェルドマン、朝日出版社） 1990
- 『ボンベイの不思議なアパート』（Swimming Lessons & Other Stories from Firozsha Baag、ロヒントン・ミストリー、文藝春秋） 1991
- 『ロシア人はいかにして野球を発明したか』（How the Russians Invented Baseball、ジョン・レオ、白水社） 1991
- 『アメリカン・サイコ』（American Psycho、ブレット・イーストン・エリス、角川書店） 1992 / 角川文庫 上・下　1995
- 『三十四回の冬』（Thirty-Four Seasons of Winter、ウィリアム・キトリッジ、中央公論社） 1992
- 『わが秘めたる人生』（My Secret History、ポール・セロー、文藝春秋） 1995
- 『イリワッカー』上・下（Illywhacker、ピーター・ケアリー、白水社、新しいイギリスの小説） 1995
- 『ブラッドベリがやってくる 小説の愉快』（Zen in the Art of Writing、レイ・ブラッドベリ、晶文社） 1996
- 『ブラッドベリはどこへゆく 未来の回廊』（Yestermorrow、レイ・ブラッドベリ、晶文社） 1996
- 『かくも長き旅』（Such a Long Journey、ロヒントン・ミストリー、文藝春秋） 1996
- 『骨』（Bone、フェイ・ミエン・イン、文藝春秋） 1997
- 『インフォーマーズ』（The Informers、ブレット・イーストン・エリス、角川書店） 1997
- 『エスケープ・ベイビー』（The Escape Artist、ダイアン・チェンバレン、文春文庫） 1998
- 『ピギー・スニードを救う話』（Trying to Save Piggy Sneed、ジョン・アーヴィング、新潮社） 1999 / 新潮文庫 2007
- 『さゆり』上・下（Memoirs of a Geisha、アーサー・ゴールデン、文藝春秋） 1999 / 文春文庫 2004
- 『停電の夜に』（Interpreter of Maladies、ジュンパ・ラヒリ、新潮社、新潮クレスト・ブックス） 2000 / 新潮文庫 2003
- 『アニルの亡霊』（Anil's Ghost、マイケル・オンダーチェ、新潮社） 2001
- 『第四の手』（The Fourth Hand、ジョン・アーヴィング、新潮社） 2002 / 新潮文庫 上・下 2009
- 『灰の庭』（The Ash Garden、デニス・ボック、河出書房新社） 2003
- 『調律師の恋』（The Piano Tuner、ダニエル・メイスン、角川書店） 2003
- 『その名にちなんで』（The Namesake、ジュンパ・ラヒリ、新潮社、新潮クレスト・ブックス） 2004 / 新潮文庫 2007
- 『バベルの犬』（The Dogs of Babel、キャロリン・パークハースト、角川書店） 2004
- 『永遠を背負う男』（Weight、ジャネット・ウィンターソン、角川書店、新・世界の神話） 2005
- 『リリィ、はちみつ色の夏』（The Secret Life of Bees、スー・モンク・キッド、世界文化社） 2005
- 『黒猫 / モルグ街の殺人 他6篇』（ポー、光文社古典新訳文庫） 2006
「黒猫」（The Black Cat）
「本能 vs.理性 - 黒い猫について」
「アモンティリャードの樽」（The Cask of Amontillado）
「告げ口心臓」（The Tell-Tale Heart）
「邪鬼」（The Imp of the Perverse）
「ウィリアム・ウィルソン」（William Wilson）
「早すぎた埋葬」（The Premature Burial）
「モルグ街の殺人」（The murders in the Rue Morgue）
- 『また会う日まで』上・下（Until I Find You、ジョン・アーヴィング、新潮社） 2007
- 『見知らぬ場所』（Unaccustomed Earth、ジュンパ・ラヒリ、新潮社、新潮クレスト・ブックス） 2008
- 『若者はみな悲しい』（All the Sad Young Men、スコット・フィッツジェラルド、光文社古典新訳文庫） 2008
- 『グレート・ギャッツビー』（The Great Gatsby、スコット・フィッツジェラルド、光文社古典新訳文庫） 2009
- 『ボート』（The Boat、ナム・リー、新潮社、新潮クレスト・ブックス） 2010
- 『オリーヴ・キタリッジの生活』（Olive Kitteridge、エリザベス・ストラウト、早川書房） 2010 / ハヤカワ文庫 2012
- 『アウルクリーク橋の出来事 / 豹の眼』（An Occurrence at Owl Creek Bridge / The Eyes of Panther、ピアズ、光文社古典新訳文庫） 2011
- 『ブラッドベリ、自作を語る』（Listen to the Echoes、レイ・ブラッドベリ / サム・ウェラー、晶文社） 2012
- 『緋文字』（The Scarlet Letter、ホーソーン、光文社古典新訳文庫） 2013
- 『イースタリーのエレジー』（An Elegy for Easterly、ペティナ・ガッパ、新潮社、新潮クレスト・ブックス） 2013
- 『バージェス家の出来事』（The Burgess Boys、エリザベス・ストラウト、早川書房） 2014
- 『低地』（The Lowland、ジュンパ・ラヒリ、新潮社、新潮クレスト・ブックス） 2014
- 『老人と海』（The Old Man and the Sea、ヘミングウェイ、光文社古典新訳文庫） 2014
- 『賢者の贈りもの O・ヘンリー傑作選Ⅰ』（O・ヘンリー、新潮文庫） 2014
- 『最後のひと葉 O・ヘンリー傑作選Ⅱ』（O・ヘンリー、新潮文庫） 2015
- 『魔が差したパン O・ヘンリー傑作選Ⅲ』（O・ヘンリー、新潮文庫） 2015
- 『アッシャー家の崩壊 / 黄金虫』（ポー、光文社古典新訳文庫） 2016
「アッシャー家の崩壊」（The Fall of the House of Usher）
「アナベル・リー」（Annabel Lee）
「ライジーア」（Ligeia）
「大鴉（おおがらす）」（The Raven）
「ヴァルデマー氏の死の真相」（The Facts in the Case of M. Valdemar）
「大渦巻への下降」（A Descent into the Maelstrom）
「群衆の人」（The Man of the Crowd）
「盗まれた手紙」（The Purloined Letter）
「黄金虫（こがねむし）」（The Gold Bug）
- 『五月の雪』（Snow in May、クセニヤ・メルニク、新潮社、新潮クレスト・ブックス） 2017
- 『私の名前はルーシー・バートン』（My name is Lucy Barton、エリザベス・ストラウト、早川書房） 2017 / ハヤカワ文庫 2022
- 『ねじの回転』（The Turn of the Screw、ヘンリー・ジェイムズ、新潮文庫） 2017
- 『変わったタイプ』（Uncommon Type Some Stories、トム・ハンクス、新潮社、新潮クレスト・ブックス） 2018
- 『何があってもおかしくない』（Anything is Possible、エリザベス・ストラウト、早川書房） 2018
- 『ここから世界が始まる トルーマン・カポーティ初期短篇集』（解説村上春樹）新潮社 2019 / 新潮文庫 2022
- 『オリーヴ・キタリッジ、ふたたび』（Olive Again、エリザベス・ストラウト、早川書房） 2020
- 『デイジー・ミラー』（Daisy Miller、ヘンリー・ジェイムズ、新潮文庫） 2021
- 『この道の先に、いつもの赤毛』（アン・タイラー、早川書房） 2022
- 『光を灯す男たち』（エマ・ストークス、新潮社、新潮クレスト・ブックス） 2022
- 『ああ、ウィリアム!』（エリザベス・ストラウト、早川書房） 2023
- 『オクシアーナへの道』（ロバート・バイロン、素粒社） 2024
- 『翻訳する私』（ジュンパ・ラヒリ、新潮社、新潮クレスト・ブックス） 2025

### 共編訳
- 『Sudden fiction 超短編小説70』（R・シャパード / J・トーマス編、村上春樹共訳、文春文庫） 1994